# 申德汉斯虾属
申德汉斯虾属（学名：Schinderhannes）是一类已灭绝的赫德虾类，根据发现于德国早泥盆世洪斯吕克板岩生物群的化石标本进行描述。申德汉斯虾属的命名扩大了放射齿类的生存年代范围，在申德汉斯虾属被描述前描述的生存年代最晚的放射齿类生存于早奥陶世，比巴特尔斯申德汉斯虾早至少6600万年。

## 发现
申德汉斯虾属的正模标本是在德国莱茵兰-普法尔茨州本登巴赫的埃申巴赫-博克斯堡采石场（Eschenbach-Bocksberg Quarry）发现的，其属名来自于经常光顾该地区的匪徒申德汉斯。它的种加名bartelsi是为了纪念研究洪斯吕克板岩的专家克里斯托弗·巴特尔斯（Christoph Bartels）。申德汉斯虾属的正模标本目前存放在位于美因茨的自然历史博物馆。

## 形态学

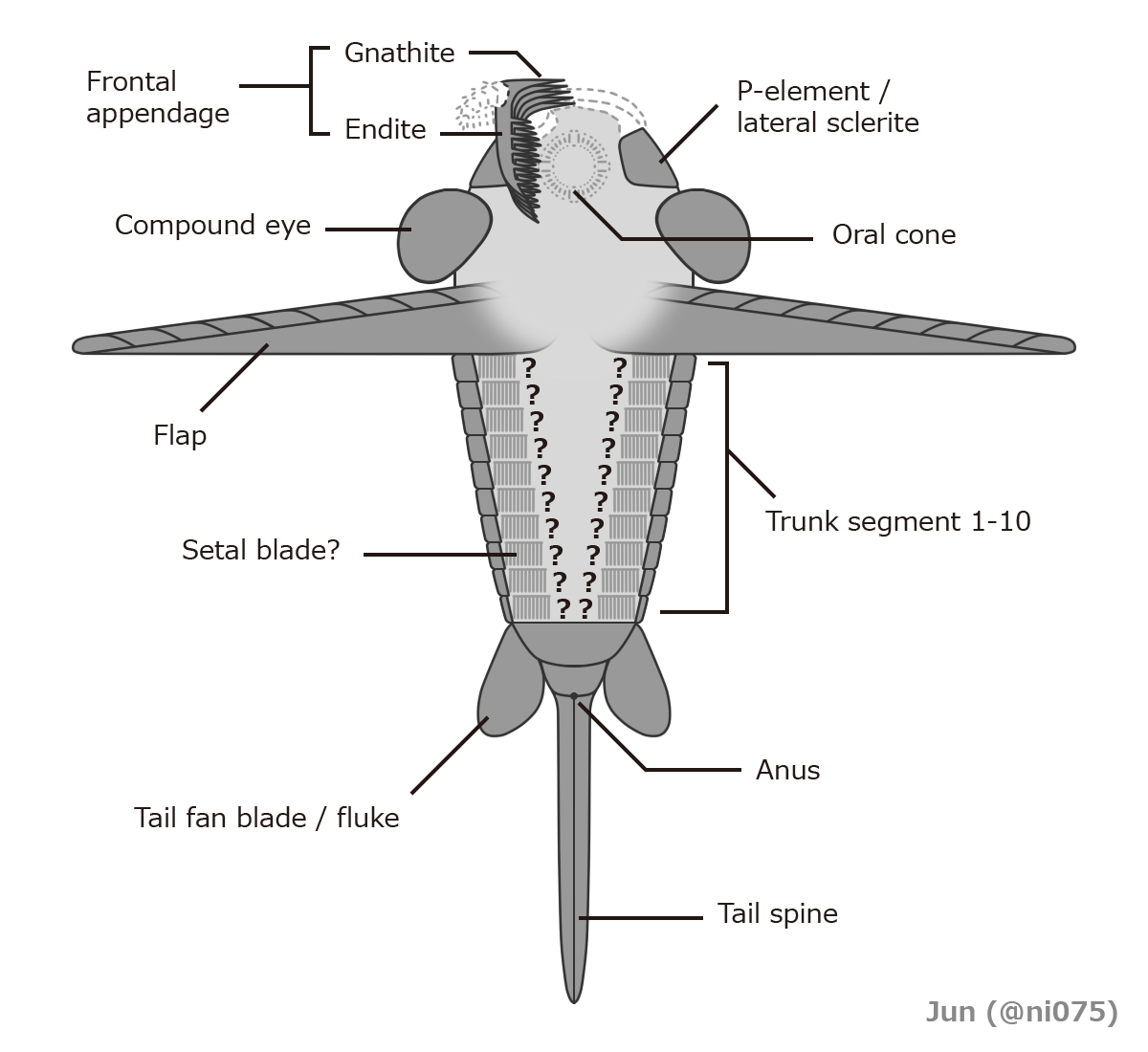
基于21世纪10年代末的研究绘制的巴特尔斯申德汉斯虾的腹部视图。

申德汉斯虾属全长约9.8厘米（3.9英寸）（除去尾节则是6.8厘米（2.7英寸））。和其他放射齿类一样，其头部有一对多刺的附肢、一个位于腹侧的口器（口锥）和一对大的复眼。由于保存状态问题，附肢和口锥的详细形态尚不明确，但前者有典型的赫德虾科特征（例如几乎等长的前附肢棘）。与其他赫德虾类相比，申德汉斯虾属的眼睛位于相对靠前的位置。申德汉斯虾属的正模标本上有最初被认为是额叶附属物的痕迹，这可能更像是在其他放射齿类所见到的P-元素（P-elements，为横向排列的骨片）。头部和躯干的交界处（“颈部”）很宽，有一对长而突出的扇鳍。躯干包含12个体节，由柔软的背部表皮（最初被认为是坚硬的背板）组成。前10个体节具有成对的条纹结构，最初被解释为位于身体腹侧的扇鳍，但对后来其它放射齿类动物（如里拉琴虫属）的研究表明，它更有可能是刺毛和扇鳍肌肉。第11段体节有另一对较短的圆形扇鳍。最后一段体节没有扇鳍，但有一条长而像脊椎的尾节。肛门紧挨着尾节腹部一侧。

## 生态学
申德汉斯虾属消化道中保存的内容物与其他掠食性节肢动物相似，其营掠食的生活方式得到了其多刺附肢和发达复眼的支持。申德汉斯虾属可能是一类活跃的游泳掠食者，用位于头部的长扇鳍推动自己，并使用位于第11段体节的较短的扇鳍进行转向。申德汉斯虾属的这两对扇鳍可能起源于寒武纪放射齿类的体侧扇鳍，后者利用身体两侧的扇鳍游泳，但缺乏申德汉斯虾属上的特化扇鳍。

## 分类
作为一类可能的早泥盆世放射齿类，申德汉斯虾属的发现对于扩大放射齿目的已知生存年代范围具有重要意义，因为在此之前发现的可以明确归类为放射齿目的化石最晚只能追溯到早奥陶世。这突显了像洪斯吕克板岩这样的化石库的可靠性，因为保存异常完好的地层可能是观察非矿化化石的唯一地点。
申德汉斯虾属的发现也引发了关于基底节肢动物分类的新假设。一种分类方案将申德汉斯虾属归类为真节肢动物的姐妹群，而不是将其归入放射齿目，这是基于其具有真节肢动物的特征（例如硬化的背板、双肢形附肢）而提出的假设。这意味着真节肢动物是由并系群放射齿目进化而来的，而基底节肢动物大附肢纲不是一个自然类群，节肢动物的双肢形附肢可能由放射齿类的扇鳍和鳃融合而来的。然而，这一假设受到了后续研究的质疑，因为之前假定的申德汉斯虾属具有的真节肢动物特征被质疑为应该是类似于放射齿目的特征（例如柔软的躯干表皮、刚毛叶（setal blades）和成对的扇鳍肌肉）。以放射齿目为重点进行的多次系统发育分析也将申德汉斯虾属归入放射齿目赫德虾科。
一些研究人员仍然对它目前的分类地位持怀疑态度，认为它可能不属于赫德虾科。2021年，朱和他的同事们认为，虽然附肢与放射齿目类似，但申德汉斯虾属的躯干解剖结构与典型的放射齿目身体结构有显著不同，这表明在发现过渡形态之前，将申德汉斯虾属归类为赫德虾科这一分类法仍应受到质疑。2023年，波坦（Potin）和戴利（Daley）认为申德汉斯虾属是否属于赫德虾科仍需进一步研究，因为发现于早奥陶世的可以明确归类为放射齿目的化石标本与申德汉斯虾属标本存在巨大的时间差距。